# Funimation
Crunchyroll, LLC (раніше знана як Funimation Productions, Funimation Entertainment, і зазвичай стилізована як Crunchyroll) — американська розважальна компанія.
Спочатку заснована в 1994 році Геном Фукунагою, компанія стала дочірньою Navarre Corporation 11 травня 2005. У квітні 2011-го Navarre продала Funimation групі інвесторів за $24 млн. Існували припущення, що FUNimation була продана за таку низьку вартість (у порівнянні з тим, скільки було спочатку придбано, майже 100 мільйонів доларів готівкою і 15 мільйонів на рахунку у 2005 році), тому що Navarre хотів продовжити розповсюдження товарів, але не публікувати інформацію про них.
Funimation виробляла, постачала і розподіляла аніме та інші товари у Сполучених Штатах і на міжнародних ринках. Головний офіс компанії знаходиться Флавер-Маунд, штат Техас. Funimation походить від англійських слів «весело» (fun) і «анімація» (animation).
У 2017 році сервіс і його материнську компанію придбала Sony, яка керувала через Sony Pictures Entertainment з 2017 по 2019 рік, а потім через SPE і Aniplex (належить Sony Music Entertainment) з 2019 по 2022 рік. У 2021 році Sony придбала Crunchyroll.
У березні 2022 року Funimation Global Group, материнську компанію сервісу, було перейменовано в Crunchyroll LLC, і більшу частину її каталогу було переміщено до Crunchyroll; незважаючи на це, трансляція Funimation залишилася активною і продовжила розповсюджувати аніме, які були ліцензовані цією компанією до злиття на початку 2024 року.
У лютому 2024 року Sony оголосила, що додаток і веб-сайт Funimation буде закрито 2 квітня 2024 року, а до того часу користувачі зможуть перенести дані своїх облікових записів у Crunchyroll.